# Roncadelle
Roncadelle là một đô thị thuộc tỉnh Brescia trong vùng Lombardia ở Ý. Đô thị này có diện tích 9 km², dân số thời điểm 31 tháng 12 năm 2004 là 8611 người.
Đô thị này giáp với các đô thị sau: Brescia, Castegnato, Castel Mella, Gussago, Torbole Casaglia, Travagliato.